# Saichō

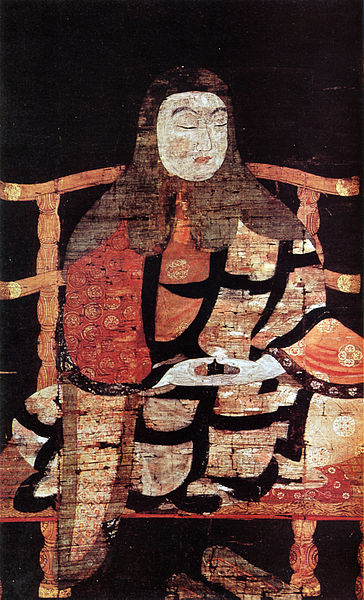
Saichō (最澄) in un antico dipinto giapponese

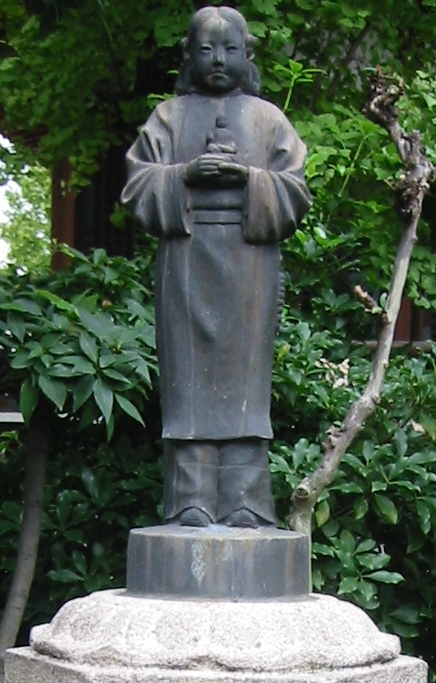
Statua che rappresenta Saichō, il fondatore della scuola buddista giapponese Tendai, collocata presso il tempio Noufuku-ji, Prefettura di Hyōgo.

(Saichō)
Saichō (最澄), conosciuto anche col nome postumo Dengyō Daishi (傳教 大師?; Omi, 767 – Monte Hiei, 4 giugno 822), è stato un monaco buddhista giapponese, fondatore del Buddismo Tendai.

## La vita
Saichō  nacque in una famiglia di ferventi buddisti.  All'età di dodici anni i genitori lo inviarono a studiare presso il Kokubun-ji (國分寺), tempio provinciale di Ōmi  (近江, oggi nella Prefettura di Shiga), sotto la direzione dell'abate Gyōhyō (行表, 722-797), un discepolo del monaco cinese Dàoxuān Lüshi (道宣律師, 702-760), fondatore della scuola giapponese Ritsu (律宗). Presso questo tempio Saicho studiò il sutra principale di questa scuola, l'Avataṃsakasūtra (華嚴經, Sutra dell'ornamento fiorito del Buddha, giapp. Kegonkyō), ma si interessò anche al Sutra del Loto  (妙法蓮華經, sanscrito Saddharmapundarīkasūtra, giapp. Myōhō renge kyō o Hokkekyō).
Venne ordinato monaco nel 785 presso il tempio Tōdaiji (東大寺) di Nara sede centrale della scuola Kegon (華厳宗) e subito dopo decise di ritirarsi in un piccolo eremo sul Monte Hiei (比叡山, giapp. Hieizan) situato sul lato nord-orientale di Kyōto.
Durante questo periodo approfondì le pratiche meditative e le dottrine Kegon ma anche i testi della scuola cinese Tiāntái (天台宗) portati in Giappone, nel 754, dal monaco cinese Jiànzhēn (鑑眞, 688-763), patriarca della scuola giapponese Ritsu. La presenza solitaria di un monaco sul Monte Hiei contrastava con la vita, spesso di corte, dei monaci residenti a Nara, ciò consentì a Saichō di acquisire rapidamente una fama di 'santità'.
Nel 794 Kyōto divenne la capitale del Giappone, e i geomanti incaricati di verificarne la posizione segnalarono che la presenza dell'eremita buddista sul Monte Hiei, quest'ultimo collocato in una posizione 'esotericamente' pericolosa (l'Est era considerato la porta da dove entravano i demoni), era di assoluto buon auspicio. Ciò rese Saichō noto alla Corte imperiale, in particolare al clan Wake, e fu nominato, nel 797, cappellano di Corte. Non solo, il suo piccolo eremo ebbe l'opportunità di ingrandirsi e divenire sede delle annuali riunioni sul Sutra del Loto (法華会 Hōkke'e). A Nara il Buddismo continuava a dividersi per le polemiche dottrinali tra le scuole Hossō (法相宗, rappresentante degli insegnamenti cittamātra) e Sanron (三論宗, che seguiva invece le dottrine mādhyamika). Fu quindi obiettivo della Corte riportare armonia tra le scuole buddiste sostenendo proprio quei monaci lontani dalle divisioni e dagli intrighi, spesso anche politici.
Per questa ragione quando Saichō chiese, nell'804, alla Corte l'autorizzazione a recarsi in Cina per approfondire gli insegnamenti Tiāntái e procurarsi nuovi testi religiosi, tale permesso gli fu subito accordato. Giunto in Cina, Saichō si recò sui Monti Tiāntái, sede della scuola buddista cinese Tiāntái, divenendo discepolo diretto del nono patriarca cinese, Dàòsuì (道邃, n.d.), allievo a sua volta Zhànrán (湛然, 711-782).
Dopo una permanenza di alcuni mesi, Dàòsuì consegnò a Saichō una ordinazione speciale che di fatto lo indicava come rappresentante del Tiāntái in Giappone.
Ma in Cina, Saichō approfondì anche gli insegnamenti esoterici della scuola Zhēnyán (真言宗), con il maestro Shùnxiǎo (順曉), e del Buddismo Chán Beizōng (北宗, Scuola settentrionale). Saichō riceverà in Cina anche il lignaggio, dal maestro Xiāochán (翛禪),  della scuola buddista Chán denominata Niútóuchán (牛頭宗, pinyin Niútóu zōng), che scomparirà dalla Cina pochi decenni dopo e che egli trasferirà in Giappone come scuola Gozu (牛頭宗,  Gozu shū).
Rientrato in Giappone nell'805, Saichō fu ricevuto dall'imperatore Kammu (桓武天皇, Kanmu Tennō, 737-806) in persona che, molto malato, sperava nei rituali esoterici portati da Saichō dalla Cina per poter guarire. Non fu così e Kammu morì l'anno successivo, nell'aprile dell'806. Saichō si rese tuttavia conto che ai governanti interessavano più gli insegnamenti esoterici che la pratica meditativa e le dottrine Tiāntái. L'appoggio della Corte imperiale nei confronti di Saichō aumentò ugualmente e le donazioni gli consentirono di fondare la scuola Tendai di fatto erede degli insegnamenti e dei lignaggi del Tiāntái cinese. Il fatto che la Corte gli donasse un capitolo di finanziamenti specifico per le dottrine esoteriche spinse Saichō ad approfondire questi insegnamenti.
È da tener presente che sia il Buddismo Tiāntái che quello Tendai, fin dalla loro fondazione, si sono caratterizzati per il sincretismo delle dottrine e delle pratiche. Pur privilegiando la dottrina esposta nel Sutra del Loto e la pratica meditativa dello zhǐguān  (止觀, giapp. shikan) queste scuole hanno accolto e diffuso anche altri sutra, soprattutto mahayana, e varie pratiche che vanno dallo zuòchán (坐禅, giapp. zazen) tipica delle scuole Chán e Zen, al  niànfó (念佛, giapp. nenbutsu) tipica della scuole Jìngtǔ zōng (淨土宗, giapp. Jōdoshū), fino ai vari rituali esoterici delle scuole tantriche cinesi (Zhēnyán) e giapponesi (Shingon).
La ragione di tale sincretismo risiede nel fatto che per le scuole Tiāntái e Tendai, gli insegnamenti dottrinali e le pratiche spirituali sono sempre mezzi abili (sanscrito upāya, cin. 方便, fāngbiàn, giapp. hōben) che devono adattarsi alle differenti condizioni dei discepoli e dei praticanti buddisti. Saichō comprese che le dottrine esoteriche (密教, giapp. Mikkyō) erano le pratiche più adatte (sanscrito upāya) per far comprendere all'aristocrazia il messaggio buddista e, a ricaduta in una società fortemente gerarchizzata come quella giapponese dell'epoca, consentire di far giungere tale messaggio a tutto il popolo.
Sempre nell'806 rientrò in Giappone dalla Cina un altro monaco pellegrino, Kūkai (空海, 774-835) che invece aveva esclusivamente approfondito le dottrine esoteriche della scuola cinese Zhēnyán e si avviava a fondare la scuola Shingon. Saichō chiese a Kūkai di insegnargli le dottrine esoteriche che aveva appreso e tra i due nacque un sodalizio che tuttavia terminò nell'816 per delle inconciliabilità dottrinali (a differenza di Saichō, Kūkai sosteneva la superiorità delle dottrine esoteriche rispetto a quelle Tiāntái), per il rifiuto da parte di Kūkai di prestare a Saicho un testo esoterico e per la defezione del più importante discepolo di Saichō (e successore designato), Taihan (778-858), a favore della scuola Shingon. In quel periodo furono numerosi i monaci Tendai  che abbandonarono il monastero Hieizan (poi denominato 延暦寺 Enryaku-ji) per passare alle scuole Hossō e Shingon.
Per questa ragione, Saicho iniziò a redigere una serie di testi dottrinali mirati a difendere gli insegnamenti della scuola Tendai contro le scuole rivali. In particolare contro la scuola Hossō, la quale ereditava dalla scuola cinese Fǎxiāng (法相宗) la dottrina degli icchantika (lett. 'senza famiglia' o 'senza fede', cin. 一闡提, yīchǎntí, giapp. issendai) ovvero di coloro a cui era impedita per sempre l'illuminazione (cin. 菩提 pútí, giapp. bodai). Saichō difese il principio per cui chiunque può raggiungere la buddhità, l'illuminazione. Sul piano della disciplina monastica (sans. vinaya, cin. 律 Lü, giapp. ritsu) Saichō stabilì che i monaci dovevano completare un periodo di studio e pratica della durata di almeno dodici anni. Inoltre ritenne opportuno abolire l'ordinazione Hīnayāna secondo il vinaya dharmaguptaka (sans. Cāturvargīya-vinaya, 四分律 pinyin: Shìfēnlǜ, giapp. Shibunritsu, è conservato nel Lǜbù), mantenendo invece l'ordinazione mahayana secondo ilBrahmajāla-sūtra (cin. 梵網經, Fànwǎng jīng, giapp. Bonmokyō). In questo Saichō operò una cesura con il Buddismo cinese, e con lo stesso Buddismo Tiāntái, che, con la scuola Lǜ zōng (律宗) fondata nel VII secolo da Dàoxuān (道宣, 596-667) aveva sempre difeso la doppia ordinazione. Secondo Saichō i 250 precetti del vinaya dharmaguptaka  essendo di origine Hīnayāna (giapp. Shojo) sarebbero stati di ostacolo allo sviluppo spirituale del monaco mahāyāna (giapp. daijo) a differenza dei 58 precetti mahāyāna contenuti nel Brahmajālasūtra.
Saichō, infine, propose alla Corte imperiale di poter effettuare le ordinazioni monastiche direttamente sul Monte Hiei liberandosi in questo modo dal condizionamento del monastero Tōdai-ji (東大寺) di Nara, sede della scuola Kegon e luogo, insieme allo Yakushi-ji (薬師寺) e al Kannon-ji (觀音寺), di tutte le ordinazioni monastiche in Giappone.
La Corte imperiale negò tale autorizzazione fino alla morte di Saichō, il 4 giugno dell'822. Una settimana dopo la sua scomparsa, infatti, giunse allo Hieizan l'autorizzazione ad attivare una piattaforma monastica, specificatamente mahāyāna, per le ordinazioni. Dopo la sua morte, nell'866, gli fu conferito il titolo di 'Dengyō Daishi' (傳教大師).

## La dottrina
L'insegnamento di Saichō, al ritorno del suo pellegrinaggio in Cina, fu subito indirizzato alla difesa della nuova scuola Tendai da lui fondata e originata dalla scuola cinese Tiāntái. Saicho era profondamente convinto che il Sutra del Loto e gli insegnamenti cinesi del Tiāntái (vedi questa voce), enyū santai 圓融三諦, ichinen sanzen 一念三千 e shikan 止觀, contenessero la dottrina perfetta (圓教, giapp. engyō) dell'insegnamento del Buddha Shakyamuni. Era anche convinto di vivere durante il periodo del Dharma contraffatto (像法, giapp. zōhō) e che nei due secoli successivi si sarebbero avviati gli ultimi giorni della legge (末法, giapp. mappō).
A differenza dei fondatori delle scuole buddiste giapponesi del periodo Kamakura (vedi Buddismo giapponese), Saichō non fece, tuttavia, della dottrina dei Tre periodi del Dharma (vedi Mappō) un aspetto fondante del suo insegnamento o innovando per questo la dottrina buddista. Consigliò solamente ai monaci di ritirarsi sui monti e di praticare con costanza il rispetto dei precetti (vinaya).
Su questo punto Saichō operò invece una decisa innovazione rifiutando l'adesione ai precetti indicati nel vinaya dharmaguptaka (sans. Cāturvargīya-vinaya, 四分律 pinyin: Shìfēnlǜ, giapp. Shibunritsu, è conservato nel Lǜbù) vinaya di tutte le altre scuole cinesi e giapponesi, indicando l'ordinazione monastica solo in base ai 58 precetti mahāyāna indicati nel Brahmajāla-sūtra (cin. 梵網經, Fànwǎng jīng, giapp. Bonmokyō). Questo perché, ad avviso di Saichō, il rispetto dei precetti di una scuola hīnayāna sarebbe stata fonte di regresso per i monaci.
Saichō, sempre a differenza della scuola cinese Tiāntái, ritenne equivalenti (enmitsu ichi) le dottrine di quest'ultima con gli insegnamenti esoterici (mikkyō) impartiti anche dalla scuola Shingon. Ritenne, come anche Kūkai, di insegnare ad ottenere l'illuminazione in questa vita (sokushin jōbutsu, 卽身成佛) e di adattare gli insegnamenti in base alle effettive capacità dei discepoli.
Fu un autore prolifico e tra le numerose opere (circa 160)  ricordiamo: lo Shugo kokkaishō (守護國界章, Discorso sulla protezione dello stato), il Hokkeshūku (法華秀句, Meravigliosi percorsi del Sutra del Loto) e il Kenkai ron (顯戒論, Trattato sui precetti [del mahāyāna]), gli viene attribuito anche il Mappō Tōmyōki (末法燈明記, Il Trattato della Lampada che illumina l'era degli ultimi giorni del Dharma), trattato che ebbe grande influenza sul buddismo giapponese successivo.